# Каркалай (Красногорский район)
Каркалай — деревня в Красногорском районе Удмуртской республики.

## География
Находится в северо-западной части Удмуртии на расстоянии приблизительно 18 км на запад-юго-запад по прямой от районного центра села Красногорское.

## История
Известна с 1873 года как починок Корколанской (Корколай) с 24 дворами, в 1905 году (уже деревня Каркалаевское) 61 двор, в 1924 (Каркалай) 82 двора. До 2021 года входила в состав Васильевского сельского поселения.

## Население
Постоянное население составляло 199 человек (1873), 421 (1905), 438 (1924, русские), 58 человек в 2002 году (русские 95 %), 6 в 2012.